# Sympecma paedisca
Sympecma paedisca là loài chuồn chuồn trong họ Lestidae. Loài này được Brauer mô tả khoa học đầu tiên năm 1877.

## Hình ảnh

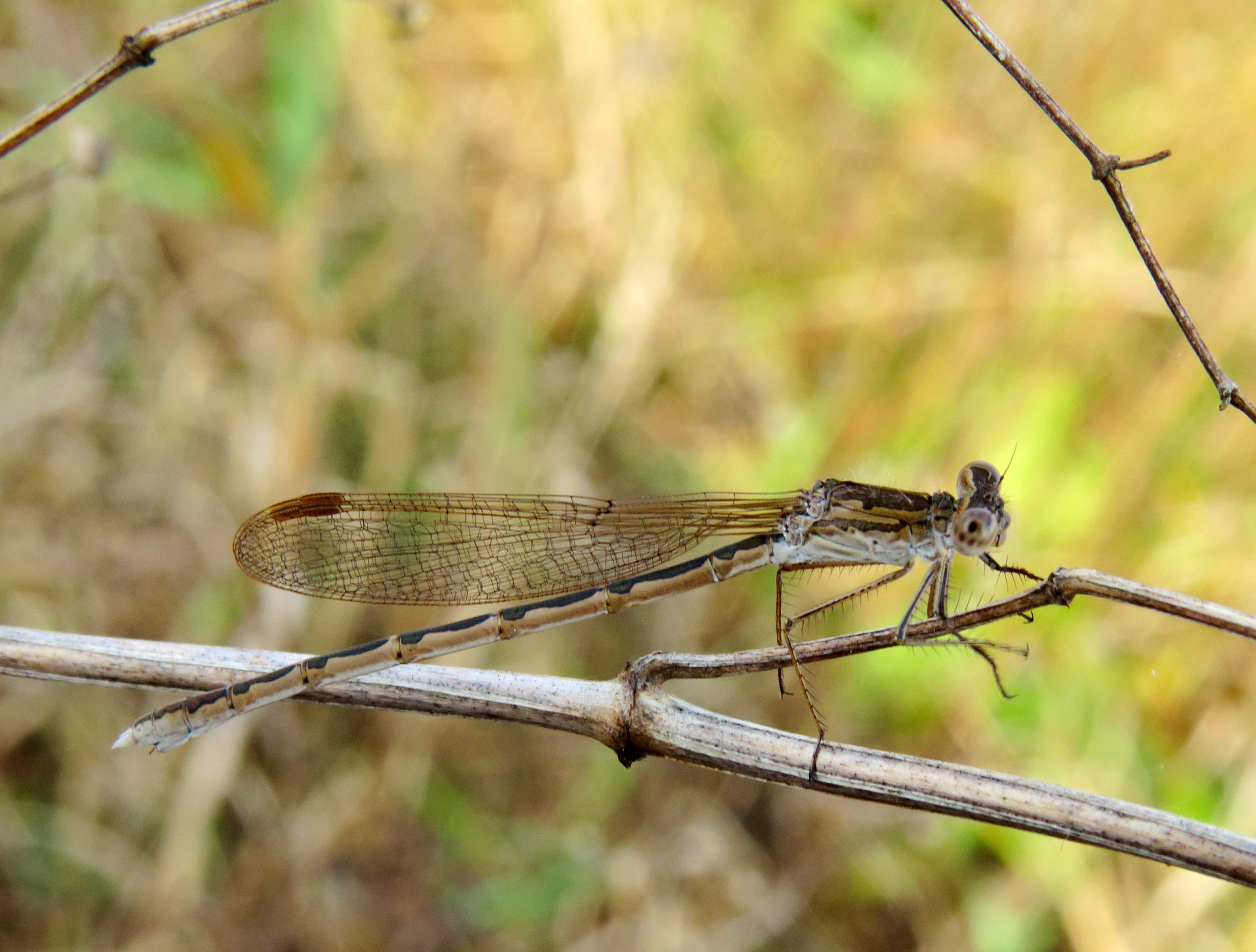
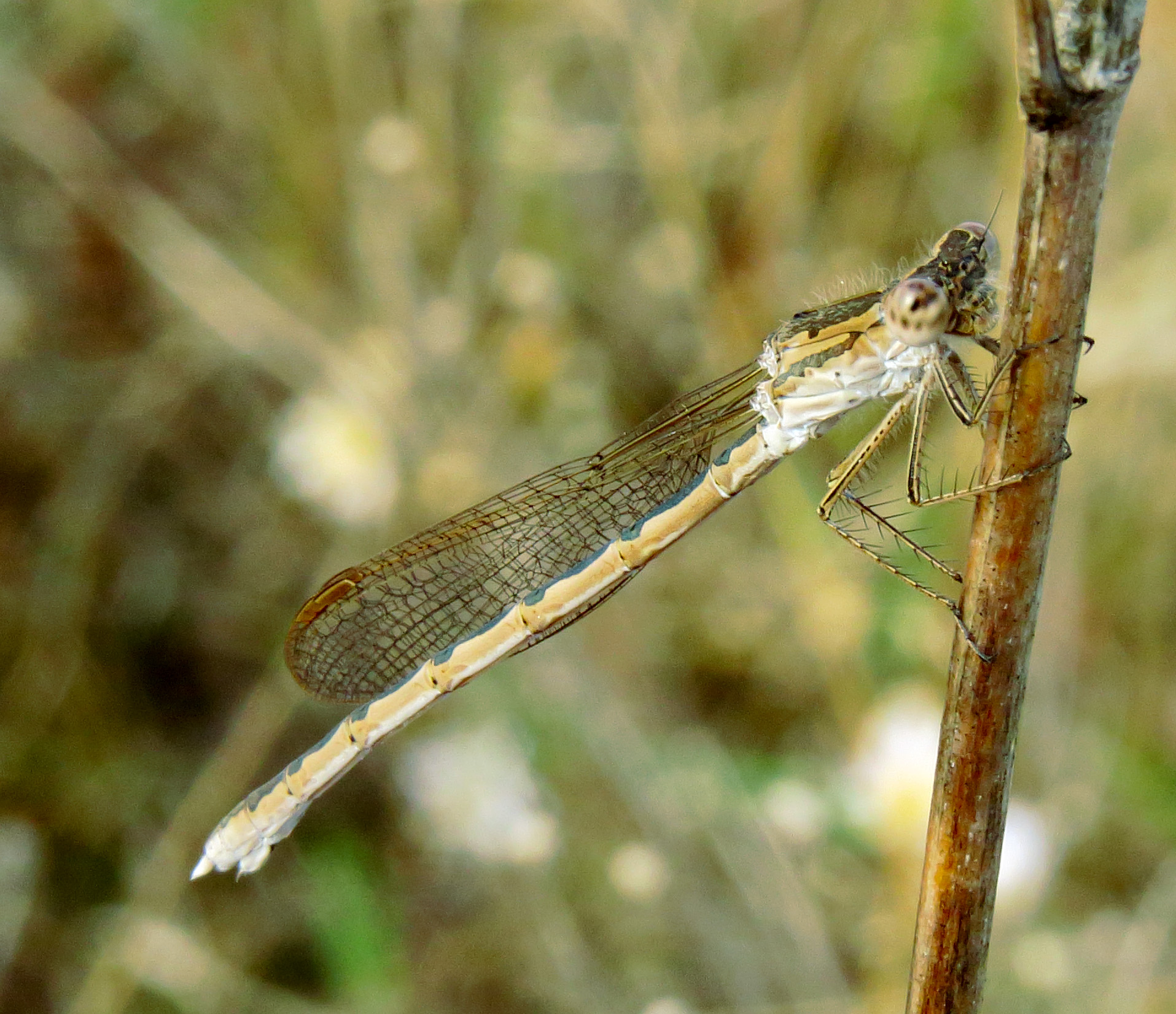
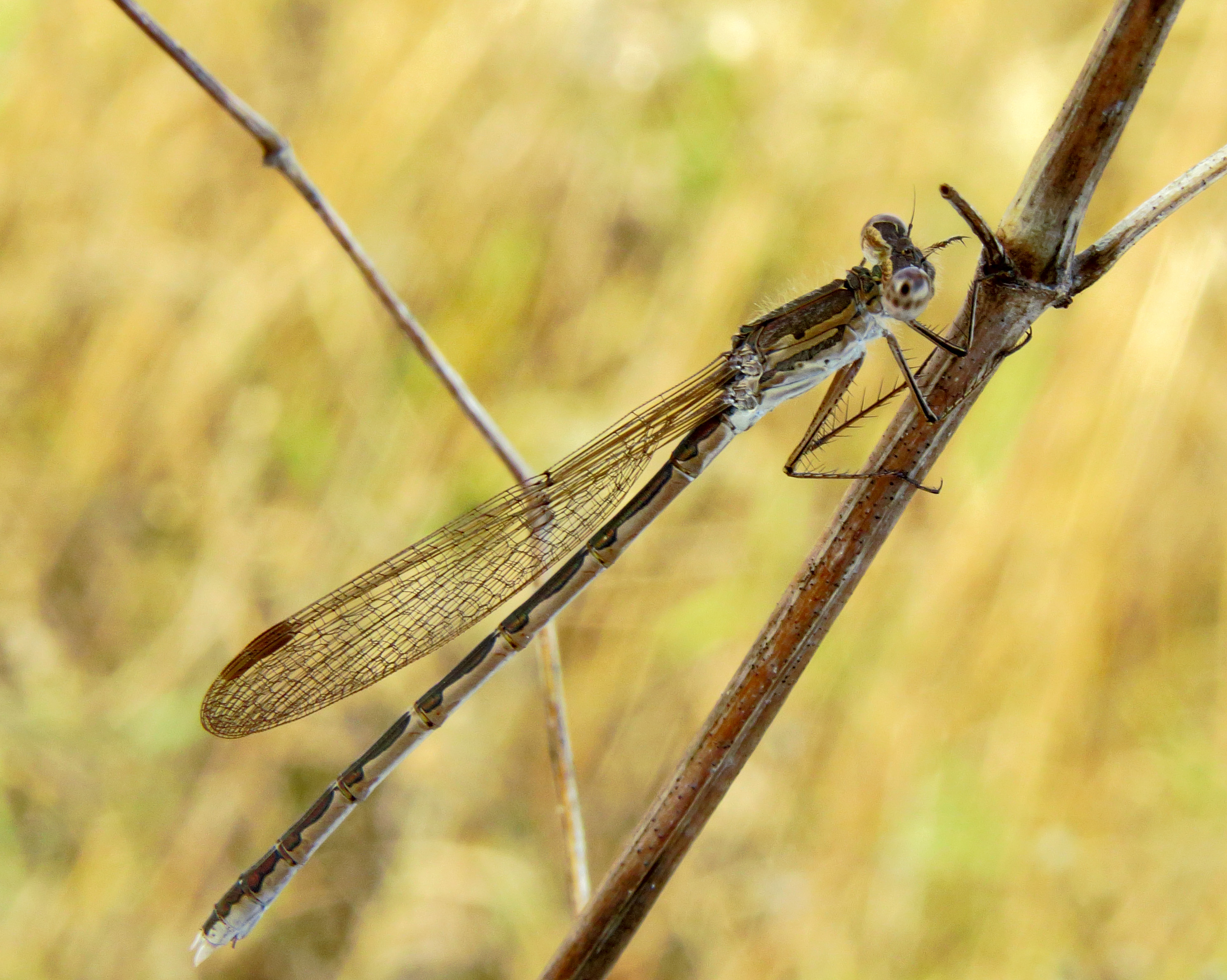